# Edward Burd Hubley
Edward Burd Hubley (* 1792 in Reading, Pennsylvania; † 23. Februar 1856 in Philadelphia, Pennsylvania) war ein US-amerikanischer Politiker. Zwischen 1835 und 1839 vertrat er den Bundesstaat Pennsylvania im US-Repräsentantenhaus.

## Werdegang
Edward Hubley besuchte die öffentlichen Schulen seiner Heimat. Nach einem anschließenden Jurastudium und seiner 1820 erfolgten Zulassung als Rechtsanwalt begann er in Reading in diesem Beruf zu arbeiten. Später verlegte er seinen Wohnsitz und seine Kanzlei nach Orwigsburg. In den 1820er Jahren schloss er sich der Bewegung um den späteren US-Präsidenten Andrew Jackson an und wurde Mitglied der von diesem 1828 gegründeten Demokratischen Partei.
Bei den Kongresswahlen des Jahres 1834 wurde Hubley im achten Wahlbezirk von Pennsylvania in das US-Repräsentantenhaus in Washington, D.C. gewählt, wo er am 4. März 1835 die Nachfolge von Henry King antrat. Nach einer Wiederwahl konnte er bis zum 3. März 1839 zwei Legislaturperioden im Kongress absolvieren. Von 1839 bis 1842 war Hubley Staatsbeauftragter für das Kanalwesen. Im Jahr 1842 wurde er Beauftragter für Nachverhandlungen zu einem Abkommen mit den Cherokee aus dem Jahr 1835. Ansonsten praktizierte er wieder als Anwalt. Später zog er nach Philadelphia, wo er am 23. Februar 1856 verstarb.